# Wologazes IV
Wologazes IV, Vologases IV (ur. 115 - zm. 191) – król Partów od 147 do 191 roku. 
Wologazes był synem Mitrydatesa IV, króla Partii. Podbił ponownie Characenę, która uniezależniła się po rzymskiej inwazji za czasów Trajana.
W roku 154 najechał Armenię w celu osadzenia na tronie jednego ze swych krewnych, ale wycofał się po otrzymaniu ostrzeżenia od Rzymian. Kolejną próbę podjął w 161 roku korzystając ze zmiany cesarza rzymskiego – w tym czasie panował Antoninus Pius – by osadzić na tronie Pakorusa. Tym razem odniósł sukces pokonując namiestnika Kapadocji Marka Sedatiusa Sewerianusa, który złapany w potrzask pod Elegią z jednym legionem przez partyjskiego dowódcę Chosroesa popełnił samobójstwo i namiestnika Syrii Lucjusza Attidiusa Kornelianusa. Później jednak Rzymianie przeszli do kontrataku i przywrócili Sohemosa na tronie w Armenii i najechali Partię. W czasie wojny zniszczona została Seleucja nad Tygrysem, a pałac w stolicy w Ktezyfonie spalony przez Awidiusza Kasjusza w 165. W wyniku pokoju Wologazes był zmuszony odstąpić Rzymianom zachodnią Mezopotamię. 
Pod koniec panowania został zdetronizowany przez powstanie Osroesa II w 190 roku. Bunt został opanowany przez przybyłego z Armenii Wologazesa V, który został królem Partów w 191 roku.